# No frills
Het no-frillsconcept is een economisch begrip waarmee een product of dienst wordt aangeduid waarvan de niet-essentiële onderdelen (de zogenaamde "fratsen") zijn verwijderd.
Het no-frillsconcept wordt in diverse bedrijfstakken toegepast, waaronder de luchtvaart, supermarkt, reisbranche en auto-industrie. 

## Supermarkt
Een no-frillssupermarkt is herkenbaar aan de gebruikte winkelformule en het toegepaste bedrijfsmodel
- een beperkt productaanbod, veelal alleen producten met een hoge omloopsnelheid,
- geen aangeklede looppaden en/of winkelruimte, de producten worden veelal op pallets in de winkel geplaatst,
- een beperkt aantal kassa's (of de openstelling hiervan).

Voorbeelden van dergelijke supermarkten zijn Aldi en Lidl.

## Luchtvaart
Een no-frillsluchtvaartmaatschappij is herkenbaar aan onder andere:
- een eenvoudig prijsschema voor vliegtickets
- geen (gratis) maaltijden
- geen transfers tussen luchthaven en hotel
- geen amusement (entertainment)
- geen overbodige luxe of opsmuk
- er wordt vaker gebruikgemaakt van kleine, goedkope luchthavens buiten de steden

Voorbeelden van dergelijke luchtvaartmaatschappijen zijn:
- Southwest Airlines
- EasyJet
- Ryanair
- Transavia
- Wizz Air
- AirAsia
- Jet2.com

## Hotel
Een no-frillshotel is herkenbaar aan onder andere:
- een eenvoudig prijsschema voor hotelovernachtingen
- het ontbijt is niet inbegrepen bij de prijs van een hotelovernachting
- eenvoudig (sober) ingerichte hotelkamers
- beperkte openstelling van de hotelreceptie ('s nachts meestal onbemand)

Voorbeelden hiervan zijn:
- HotelF1
- Motel 6

## Mobiele telefonie-aanbieders
Een no-frills telefonie-aanbieder is herkenbaar aan onder andere:
- een eenvoudig tarievenschema voor telefoongesprekken
- veelal een mobile virtual network operator (er is geen eigen telecommunicatienetwerk)

Voorbeelden hiervan zijn:
- AH Mobiel
- Simyo

## Tankstation
Een no-frillstankstation is herkenbaar aan onder andere:
- onbemand, alleen betalen met pinpas of creditcard
- geen spaaracties
- geen tankshop
- beperkt aantal producten

Voorbeelden hiervan zijn:
- Tango
- Tinq
- Shell Express
- Amigo
- Esso Express
- Firezone
- Q8 Easy
- Tamoil